# Hotonj
Hotonj (en cyrillique : Хотоњ) est une localité de Bosnie-Herzégovine. Elle est située dans la municipalité de Vogošća, dans le canton de Sarajevo et dans la fédération de Bosnie-et-Herzégovine. Selon les premiers résultats du recensement bosnien de 2013, elle compte 4 889 habitants.

## Géographie
La localité est située dans les faubourgs nord de Sarajevo, sur les bords de la rivière Dumača, un affluent de la Vogošća.

## Démographie

### Évolution historique de la population dans la localité
| 1948 | 1953 | 1961 | 1971 | 1981  | 1991  | 2013  |
| ---- | ---- | ---- | ---- | ----- | ----- | ----- |
| -    | -    | 476  | 919  | 1 970 | 3 064 | 4 889 |

|  |

### Communauté locale
En 1991, la communauté locale de Hotonj comptait 3 967 habitants, répartis de la manière suivante :